# Скобелево (област Хасково)
Вижте пояснителната страница за други значения на Скобелево.
Скобелево е село в Южна България. То се намира в община Димитровград, област Хасково.

## География
Селото разполага с жп гара по линията Свиленград-Пловдив-София, която е обновена и възстановена в първоначалния си вид през 2010 г. Самата сграда на гарата е музей на Яворов, който не работи.

## История
Първите сведения за селото най-вероятно са свързани с изграждането на железопътната линия Пловдив - Истанбул. Целта на построяване на железницата е била да създаде търговски път и развие икономическите връзки като свърже Западна Европа с Турция и Изтока. Трасето и проекта са съобразени с релефа и местната стопанска дейност  в Османската империя и провинциите. Така например линията от Виница за Първомай правеше няколко километричен завой за да излезе до Първомай(до 1944 година-Борисовград). Причината е била, че на правата линия между Виница и Първомай е имало собственици на ниви, които са отказали  жп линията да минава през техните земи. А що се касае до избора на гари и спирки, той е съобразен с обема на товарите за транспортиране и технологичните нужди на парните локомотиви. В Първомай, като център на околия със селскостопанска продукция е било необходимо и коловоз за оставяне на товарни вагони и рампа за натоварването им със стоки. Другият елемент от инфраструкторатан необходима за паровозите е наличие на резервоар и помпа за вода, с който се пълни резервоара на паровоза, за да създава пара. А на изток от старата гара на Първомай имаше изградена такава инсталация. От гара Първомай линията тръгваща на югоизток минава на около километър от северния край на с. Каражалово и отива към Скобелево. През социализма са нуждите на с.Караджалово на линията срещу селото бе изградена спирка с името „Сърно поле”. А в с.Скобелево(Карахасарлий, а не Карасърли!) за нуждите на тухларната от транспорт на тухлите е била изградена гара с три коловоза и рампа за товарене и разтоварване. Другото основание за изграждането на гара е, че през Скобелево минава и рокадния път за гр.Чирпан и железният мост на р.Марица, изграден от германците между двете световни войни показва важността на този маршрут.
Двете линии са за разминаване на композициите, а третата линия се оставяха вагоните за товарене и разтоварване. А веднага слрд гарата на изток, в началото на дъбовата гора в местността „Билюкя” имаше изграден кладенец за прясна вода и до него каменна кула с помпа, от която пълнеха паровозите. Такива помпи са били изградени на всяка гара през 15-30 км. железопътен участък( Първомай,Скобелево , Раковски(сега Димитровград).
С Указ № 197/обн. 24.12.1882 г. – с. Кара хасърлии се преименува на с. Скобелево. Селото е кръстено на генерал Скобелев. Има история, която казва, че генерал Скобелев, когато бил в селото, наредил да се засади голяма дъбова гора, за да има къде да оставя конете на сянка и паша. Смята се, че вековната дъбова гора е оттогава.
АВ селото е живял и работил великият поет Пейо Яворов.

## Културни и природни забележителности
- Покрай селото преминава река Кялийка(Върбишка река) а северно от селото и река Марица.
- Има красива дъбова гора и река Каялийка с водопад.

## Редовни събития
Всяка година на празника Петдесятница се провежда съборът на селото. Преминава с надпевки на самодейни състави от близките села.